# Damallsvenskan 1992
Damallsvenskan i fotboll spelades 17 april-3 oktober 1992. Serien vanns av Öxabäck/Mark IF, men SM-guldet vanns av Gideonsbergs IF. Serien hade 22 omgångar och de fyra bästa gick vidare till slutspel. Lag 11 till 12 flyttades ner. Man fick tre poäng för seger, en poäng för oavgjort och inga poäng för förlust.
Efter säsongen slogs Jitex BK och Gais ihop till Jitex BK/JG93 på grund av ekonomiska problem.

## Slutställning 1992
| Nr | Lag              | S  | V  | O | F  | GM | IM | MS  | P  |
| -- | ---------------- | -- | -- | - | -- | -- | -- | --- | -- |
| 1  | Öxabäck/Mark IF  | 22 | 17 | 3 | 2  | 78 | 28 | +50 | 54 |
| 2  | Gideonsbergs IF  | 22 | 17 | 2 | 3  | 87 | 24 | +63 | 53 |
| 3  | Malmö FF (RM)    | 22 | 14 | 4 | 4  | 56 | 27 | +29 | 46 |
| 4  | Älvsjö AIK (U)   | 22 | 13 | 3 | 6  | 53 | 27 | +26 | 42 |
| 5  | Jitex BK         | 22 | 9  | 3 | 10 | 53 | 54 | −1  | 30 |
| 6  | Hammarby IF      | 22 | 8  | 5 | 9  | 47 | 44 | +3  | 29 |
| 7  | Wä IF            | 22 | 8  | 4 | 10 | 36 | 44 | −8  | 28 |
| 8  | Sunnanå SK       | 22 | 8  | 2 | 12 | 28 | 52 | −24 | 26 |
| 9  | Lindsdals IF (U) | 22 | 6  | 5 | 11 | 28 | 51 | −23 | 23 |
| 10 | Gais             | 22 | 5  | 6 | 11 | 31 | 47 | −16 | 21 |
| 11 | Djurgårdens IF   | 22 | 4  | 2 | 16 | 24 | 85 | −61 | 14 |
| 12 | Sundsvalls DFF   | 22 | 2  | 3 | 17 | 25 | 62 | −37 | 9  |

### Slutspel

#### semifinaler
Öxabäck IF vs Malmö FF

Gideonsbergs IF vs Älvsjö AIK

#### Final
Gideonsbergs IF vs Öxabäck IF

## Statistik

### Publikliga
| Plats | Lag             | Publik |
| ----- | --------------- | ------ |
| 1     | Lindsdal        | 337    |
| 2     | Hammarby        | 181    |
| 3     | Gideonsbergs IF | 176    |
| 4     | Malmö FF        | 155    |
| 5     | Öxabäck IF      | 141    |
| 6     | Älvsjö AIK      | 140    |
| 7     | Jitex BK        | 135    |
| 8     | WÄ              | 131    |
| 9     | Sundsvalls SDFF | 129    |
| 10    | Djurgårdens IF  | 109    |
| 11    | Sunnanå SK      | 96     |
| 12    | Gais            | 83     |